# Fontana Records
Fontana Records je americké hudební vydavatelství, které vzniklo v roce 1954 jako pobočka nizozemské firmy Philips Records. Po roce 1972, kdy jej přestala spravovat společnost Phillips, jej převzal PolyGram, po roce 1999 pak Interscope Records a od roku 2012 pak Fontana Distribution. Mezi hudebníky, kteří na této značce vydávali své nahrávky, patří například Kenny Ball, Steve Winwood, Ted Curson nebo skupiny Flaming Youth, The Troggs, Manfred Mann a Pere Ubu.